# Agata Smoktunowicz
Agata Smoktunowicz (Varsovia, Polonia, 12 de octubre de 1973) es una matemática polaca, profesora en la Universidad de Edimburgo. Está especializada en álgebra abstracta.

## Contribuciones
Las contribuciones a las matemáticas de Smoktunowicz incluyen la construcción de anillos nil no conmutativos, resolviendo así un famoso problema formulado en 1970 por Irving Kaplansky. Demostró la conjetura de Artin-Stafford de acuerdo a la cual la dimensión de Gelfand-Kirillov de un dominio graduado no puede caer en el intervalo abierto (2,3). Encontró el ejemplo de un ideal nil de un anillo R que no se levanta a un ideal nil del anillo de polinomios R[X], demostrando la falsedad de una conjetura de Amitsur y apuntando a que la conjetura de Köthe podría ser falsa.

## Premios y reconocimientos
Smoktunowicz fue ponente invitada en el Congreso Internacional de Matemáticos de 2006. Ganó el Premio Whitehead de la London Mathematical Society en 2006, el Premio de la European Mathematical Society en 2008 y el Premio Memorial Sir Edmund Whittaker de la Edinburgh Mathematical Society en 2009. En 2009, fue elegida fellow de la Royal Society of Edinburgh, y en 2012, se convirtió en uno de los fellows inaugurales de la American Mathematical Society. En 2018, ganó el premio anual de investigación de la Academia Polaca de Ciencias.

## Formación y carrera
Smoktunowicz obtuvo una maestría en la Universidad de Varsovia en 1997, un doctorado en el Instituto de Matemáticas de la Academia Polaca de Ciencias en 1999 y una habilitación en 2007 también en la Academia Polaca de Ciencias. Tras puestos temporales en la Universidad Yale y en la Universidad de California en San Diego, se unió a la Universidad de Edimburgo en 2005, y fue ascendida a catedrática en 2007.

## Publicaciones destacadas
- Smoktunowicz, Agata (2000), «Polynomial rings over nil rings need not be nil», Journal of Algebra 233 (2): 427-436, doi:10.1006/jabr.2000.8451..
- Huh, Chan; Lee, Yang; Smoktunowicz, Agata (2002), «Armendariz rings and semicommutative rings», Communications in Algebra 30 (2): 751-761, doi:10.1081/AGB-120013179..
- Smoktunowicz, Agata (2002), «A simple nil ring exists», Communications in Algebra 30 (1): 27-59, doi:10.1081/AGB-120006478..
- Smoktunowicz, Agata (2006), «There are no graded domains with GK dimension strictly between 2 and 3», Inventiones Mathematicae 164 (3): 635-640, Bibcode:2006InMat.164..635S, doi:10.1007/s00222-005-0489-1..